# 孙锦德
孙锦德（Chin-Teh Sun，?—），台湾台南人， 美国普渡大学航空航天系教授，力学家。1962年于国立台湾大学获得土木工程专业学士学位, 1967年在美国西北大学获得博士学位。他的主要研究领域为：复合材料及结构， 智能材料， 纳米材料。  他是美国航空航天学会院士，美國機械工程師學會院士。2007年获得美國機械工程師學會颁发的WARNER T. KOITER Medal.

## 专著
- Mechanics of Aircraft Structures, John Wiley & Sons, New York, NY, 1998. Second Edition, 2007.